# Dobri Dobrew

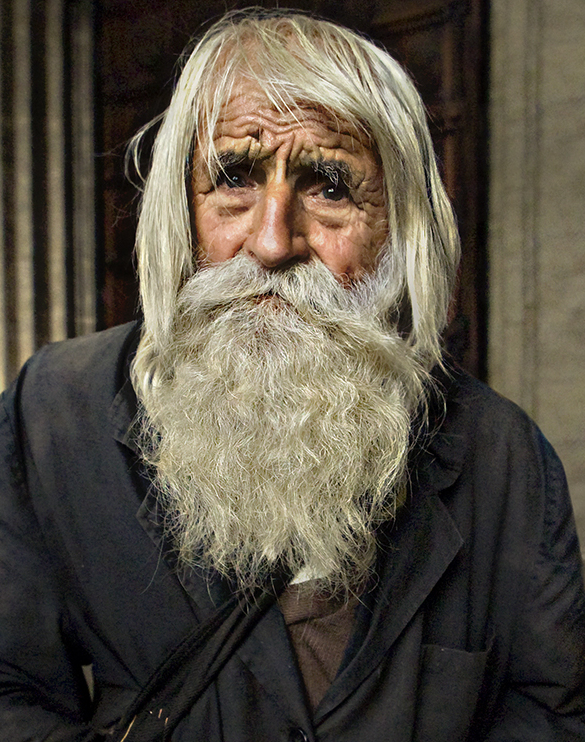
Dobri Dobrew, 2006

Dobri Dimitrow Dobrew (bulgarisch Добри Добрев; Spitzname „der Heilige aus Bajlowo“; auch unter dem Namen Großvater Dobri bekannt; * 20. Juli 1914 in Bajlowo; † 13. Februar 2018 bei Sofia) war ein bulgarischer Wohltäter und gläubiger Christ.

## Leben
Dobrew wuchs als Halbwaise auf, nachdem sein Vater im Ersten Weltkrieg ums Leben gekommen war. Er selbst verlor einen Großteil seiner Hörfähigkeit durch eine Granatendetonation im Zweiten Weltkrieg.
Dobrew sammelte in Sofia vor der Alexander-Newski-Kathedrale Almosen. Das Geld – mehrere 10.000 Euro im Laufe der Jahre – spendete er zumindest teilweise an wohltätige Organisationen bzw. Kirchen. Er selbst lebte in einem kleinen Zimmer im Hinterhof der Kirche seines Heimatortes. Seine Patentochter Ute Ehrenberg drehte einen Dokumentarfilm mit dem Titel Der stille Engel (The Silent Angel) über ihn. Seit 4. August 2020 ist der Film bei Youtube online.
Dobrew starb nach kurzer Krankheit am 13. Februar 2018 im Kloster Kremikowzi, wo er in den letzten Jahren seines Lebens untergekommen war.

## Vermächtnis
„Не бива да лъжем, да крадем, да прелюбодействаме. Трябва да се обичаме един друг, както Бог ни обича.“

„Wir dürfen nicht lügen, nicht stehlen oder Ehebruch begehen. Wir müssen einander lieben, so wie Gott uns liebt.“